# 埃里克·普拉斯
埃里克·普拉斯（法語：Éric Pras，1972年3月1日—出生於法國奥弗涅-罗讷-阿尔卑斯大区卢瓦尔省的羅阿訥，是一名法式料理的廚師。

## 生平
他的人生烹飪旅程，從勒奈松中央酒店餐廳開始當學徒，接著陸續在特羅斯格羅斯兄弟餐廳、伯納德·盧瓦索、皮埃爾·加涅爾、安托萬·韋斯特曼、里吉斯·馬孔等廚師的餐廳當助理，2004年獲得法國最佳工匠獎，2005年開始就跟著雅克·拉梅洛瓦茲工作，直到2009年雅克·拉梅洛瓦茲決定退休，埃里克·普拉斯將他的Jacques Lameloise買下來，並改名為Maison Lameloise，還是留著拉梅洛瓦茲的姓氏，表示他對於雅克·拉梅洛瓦茲的尊重和感謝。
現在埃里克·普拉斯Maison Lameloise加入以精緻的餐點和嚴謹的服務著稱的羅萊夏朵聯盟，2018年時埃里克·普拉斯Maison Lameloise的餐廳，跨海到中國上海開設，以萊美露滋為名，也有米其林指南一星評鑑。

## 受獎
- 法國最佳工匠獎
- 米其林指南[7]
- 戈和米約[8]

## 相關連結
- Maison Lameloise官方網站 （页面存档备份，存于）